# Lyonsia formosa
Lyonsia formosa är en musselart som beskrevs av John Gwyn Jeffreys 1881. Lyonsia formosa ingår i släktet Lyonsia och familjen Lyonsiidae. Inga underarter finns listade i Catalogue of Life.